# Bayerische Eishockeymeisterschaft 1925/26
Bayerischer Eishockey-Meister 1925/26 wurde erstmals der Münchener EV. Im Finale besiegte er den SC Riessersee. Beide Mannschaften vertraten Bayern bei der Deutschen Meisterschaft 1926 in Berlin.

## Nordbayerische Meisterschaft
Halbfinale
| 23. Januar 1926 | Nürnberger HTC | 6:0 | HG Nürnberg II |  |

| 23. Januar 1926 | HG Nürnberg | 3:1 | 1. FC Nürnberg |  |

Finale
| 24. Januar 1926 | HG Nürnberg Berhalter | 1:0 (1:0, 0:0) | Nürnberger HTC |  |

## Südbayerische Meisterschaft
| 17. Januar 1926 | EV Berchtesgaden | 0:13 (0:6, 0:7) | SC Riessersee | Königssee, Berchtesgaden |

| 17. Januar 1926 | EV Berchtesgaden | 0:7 (0:4, 0:3) | Münchener EV | Königssee, Berchtesgaden |

| 17. Januar 1926 | SC Riessersee | 2:0 (1:0, 1:0) | Münchener EV | Königssee, Berchtesgaden |

|    |                  | Sp | S | U | N | Tore  | Punkte |
| -- | ---------------- | -- | - | - | - | ----- | ------ |
| 1. | SC Riessersee    | 2  | 2 | 0 | 0 | 15:0  | 4:0    |
| 2. | Münchener EV     | 2  | 1 | 0 | 1 | 07:02 | 2:2    |
| 3. | EV Berchtesgaden | 2  | 0 | 0 | 2 | 00:20 | 0:4    |

Abkürzungen: Sp = Spiele, S = Siege, U = Unentschieden, N = Niederlagen

## Bayerische Meisterschaft
Halbfinale
| 13. Februar 1926 | Münchener EV | 2:1 n. V. | Nürnberger HTC | Freibergsee, Oberstdorf |

| 13. Februar 1926 | SC Riessersee | 1:0 | HG Nürnberg | Freibergsee, Oberstdorf |

Finale
Das für den 14. Februar 1926 geplante Finale konnte aus Witterungsgründen nicht ausgetragen werden. Es wurde im März in München nachgeholt.
| März 1926 | Münchener EV 1:1, 2:1 Wienhöfer | 2:1 (0:1, 2:0) Spielbericht | SC Riessersee 0:1 Gruber | Unsölds Eisbahn, München |

## Weitere Spiele
Der EV Füssen sicherte sich durch ein 5:0 gegen den EC Oberstdorf Ende Januar den Aufstieg in die B-Klasse 1926/27.